# Sauerstoffbrennen
Als Sauerstoffbrennen bezeichnet man eine Gruppe von Kernfusionsreaktionen im Inneren massereicher Sterne mit einer Ausgangsmasse von mindestens 8…11 Sonnenmassen, bei denen durch Umwandlung von Sauerstoff-Atomkernen Energie freigesetzt wird.
Es hat nichts mit der aus dem Alltag bekannten chemischen Verbrennung zu tun. 

## Reaktionen
Sauerstoffbrennen setzt ein, nachdem die leichteren Elemente durch andere Fusionsprozesse verbraucht wurden. Voraussetzung für das Sauerstoffbrennen sind Temperaturen von mindestens 1,5·109 Kelvin und Dichten von mindestens 1010 kg/m3. Solch extreme Werte werden nur in sehr schweren Sternen von mindestens 8 bis 11 Sonnenmassen erreicht.
Beim Sauerstoffbrennen fusionieren zwei Sauerstoffkerne zu einem schweren Kern, darunter Schwefel (S), Phosphor (P), Silicium (Si) und Magnesium (Mg). Dabei werden Gammaquanten und leichte Teilchen, wie Neutronen, Protonen, Deuteronen, Alphateilchen (= 4He-Kerne) etc., abgestrahlt, welche anschließend selbst in Folgereaktionen eintreten:
{\displaystyle \mathrm {_{\ 8}^{16}O+{}_{\ 8}^{16}O\rightarrow {}_{14}^{28}Si+\alpha +9{,}594\ MeV} } (34%),
{\displaystyle \mathrm {_{\ 8}^{16}O+{}_{\ 8}^{16}O\rightarrow {}_{15}^{31}P+p+7{,}678\;MeV} } (56%),
{\displaystyle \mathrm {_{\ 8}^{16}O+{}_{\ 8}^{16}O\rightarrow {}_{16}^{31}S+n+1{,}500\ MeV} } (5%),
{\displaystyle \mathrm {_{\ 8}^{16}O+{}_{\ 8}^{16}O\rightarrow {}_{15}^{30}P+d-2{,}409\ MeV} } (5%),
{\displaystyle \mathrm {_{\ 8}^{16}O+{}_{\ 8}^{16}O\rightarrow {}_{16}^{32}S+\gamma +16{,}54\ MeV} },
{\displaystyle \mathrm {_{\ 8}^{16}O+{}_{\ 8}^{16}O\rightarrow {}_{14}^{30}Si+2\,p+0{,}381\ MeV} },
{\displaystyle \mathrm {_{\ 8}^{16}O+{}_{\ 8}^{16}O\rightarrow {}_{12}^{24}Mg+2\,\alpha -0{,}39\ MeV} },
{\displaystyle \mathrm {_{\ 8}^{16}O+{}_{\ 8}^{16}O\rightarrow {}_{13}^{27}Al+\alpha +p-1{,}99\ MeV} }.
Während des vorangegangenen Neonbrennens bildete sich ein inaktiver Kern aus Sauerstoff und Magnesium im Zentralbereich des Sterns. In Ermangelung weiteren Brennstoffs kommt das Neonbrennen zum Erliegen. Der Strahlungsdruck reicht nun nicht mehr aus, um der Gravitation der eigenen Masse entgegenzuwirken, und der Kern wird weiter zusammengedrückt. Dies bewirkt einen neuerlichen Temperatur- und Dichteanstieg, bis die Entzündungstemperatur für das Sauerstoffbrennen erreicht ist und sich der Stern wieder stabilisiert. Um den Kern setzt im so genannten Schalenbrennen wieder das Neonbrennen ein; nach außen folgen Schalen mit Kohlenstoff-, Helium- und Wasserstoffbrennen.
Das Sauerstoffbrennen währt nur wenige Jahre (im Artikel Stern findet sich eine exemplarische Zeitskala für die Dauer der einzelnen Brennphasen). Während dieser Zeit reichert sich der Kern mit Silicium und Schwefel an, bis der Sauerstoff verbraucht ist. Danach kühlt der Kern erneut ab und wird durch die Gravitation komprimiert, bis das letzte Brennstadium einsetzt, das Siliciumbrennen.